# 卢广绩
卢广绩（1894年3月26日—1993年8月3日），字乃赓（迺赓），男，辽宁海城人，中国民族工商业者，曾任辽宁省政协副主席。

## 生平
卢广绩是奉天省海城县毛祁乡小河屯人。1909年入奉天官立第六两级小学堂读书，与周恩来同学。1912年秋，考入奉天两级师范学堂博物科，1918年毕业于沈阳高等师范学校博物科，留校任附属小学校教员。1931年毕业于沈阳高等师范学校。1931年参加东北民众抗日救国会，任常委。西安事变时，任西北剿总第四处（行政处）处长。
抗战胜利后，任沈阳商会副会长、会长。1946年加入中国民主同盟。
1949年后，历任沈阳市工商联第一至第八届主任委员、会长，1956年任沈阳市人民委员会副市长，辽宁省工商联副主任委员，辽宁省第四至六届政协副主席，民建辽宁省委第一、二届主任委员和中央委员会顾问。